# Tijuana Moods
Tijuana Moods ist ein Jazzalbum von Charles Mingus, das 1957 aufgenommen, aber erst 1962 veröffentlicht wurde.

## Vorgeschichte des Albums und Begleitumstände
Nach einer Trio-Einspielung mit Hampton Hawes und seinem Schlagzeuger Dannie Richmond für Jubilee Records am 9. Juli und Aufnahmen unter Jimmy Kneppers Leitung für Mingus’ Musiklabel Debut Records am 10. Juli 1957 entstand in den folgenden Wochen sein erstes Album in Stereo, das auch seine erste Produktion für ein größeres Label sein sollte.
Bei einem Auftritt in einem Kinokonzert Mitte Juli im Greenwich Village versuchte der Bandleader einem Bericht von Metronome zufolge „neue Formen der Improvisation mit der Jazz-Form“. Neben „The Clown“ mit dem Schauspieler Jean Shepherd (1921–1999) führte er erstmals „Tijuana Table Dance“ mit der Flamencotänzerin Ysabel Moran auf. Während der folgenden Gastspiele in Washington, D.C. und auf dem ersten Great South Bay Festival am 20. Juli 1957 in Great River (Long Island) spielte Mingus erstmals öffentlich mit der Besetzung, mit der er das Album einspielte; neu in die Band kamen der Pianist Bill Triglia und der Detroiter Trompeter Clarence Shaw.

## Inhalt des Albums
Die meisten Stücke gelten als Programmmusik und bilden zusammen eine Art Konzeptalbum: Es gibt die Eindrücke eines Trips von Mingus mit seinem Schlagzeuger (und Schüler) Danny Richmond in die mexikanische Grenzstadt zu Kalifornien Tijuana wieder. Mingus wollte die Trennung von seiner Frau und Managerin Celia vergessen („a very blue period in my life“) und stürzte sich in das Vergnügungsviertel – nach eigenen Worten im Wettstreit mit Richmond, für den das alles ziemlich neu war (Mingus: „Danny lost – he was very hungry, I was starved“). Richmond: Mingus wollte Gangster, Musiker, Zuhälter, Liebhaber in einer Person sein. Mingus fasst in seinen Liner Notes zusammen: „Tequila-Wine-Woman-Song-and-Dance“.
Dizzy Moods beruht auf Dizzy Gillespies Woody´n You von 1943,
und wurde den Liner Notes zufolge von Mingus auf dem Hinweg nach Tijuana in froher Erwartung des Kommenden im Auto skizziert.
Ysabel’s Table Dance  schildert eine Nachtclubszene einschließlich (Striptease-)Tänzerinnen, dargestellt im treibenden Flamenco-Rhythmus mit Kastagnetten-Einlagen. Das Stück baut auf einer Paso-Doble-Figur über zwei Harmonien auf: Eingestreut sind free-jazz-artige Gruppenimprovisationen, boppende Soli und unbegleitete Rubato-Passagen. Erst in der zweiten Hälfte des Stücks wird das eigentliche Thema präsentiert. Mingus lässt seinen Bass zeitweise wie Gitarren und Violinen (zu Anfang mit dem Bogen gestrichen) klingen.
Das kurze Zwischenspiel Tijuana Gift Shop erinnert nach Mingus an einen Wandteppich, den er in einem dortigen Mitbringsel-Laden erwarb.
Los Mariachis schildert die Straßenmusiker, die den Touristen folgen und in Erwartung von Trinkgeld die Stücke spielen, die ihrer Meinung nach Gefallen finden – in diesem Fall beispielsweise eine Calypso-Nummer und (nach Mingus ein ziemlich steifer) Blues. Dabei werden in satirischer Absicht populäre Klischees gegen Momente von Traurigkeit gesetzt. Nach Ansicht des Kritikers Hans Jürgen Schaal ist das „auch heute noch ein gewaltiges, verstörendes Stück Musik.“
Flamingo ist ein Swing-Standard, auf dem Mingus in verhaltenem Tempo seinem großen Vorbild Duke Ellington seine Reverenz erweist und der nach seinen Liner Notes die Erinnerung an das ferne New York („wild city“) heraufbeschwören soll. Mingus lässt am Schluss noch am Bass den Flamenco aus Ysabel’s Table Dance anklingen. Knepper und Shaw sind mit Solos zu hören (Shaws Solo wird von Mingus ausdrücklich hervorgehoben).
Im Covertext bezeugt Mingus zunächst seinen Mitspielern seine Reverenz, die er als einige der größten Musiker bezeichnet, mit denen er je gespielt habe: an erster Stelle den Trompeter Clarence Shaw, den er als idealen musikalischen „Gesprächspartner“ (conversationalist) bezeichnet („er wußte, wann er schweigen sollte“), aber schon damals (1962) nicht mehr auffinden konnte. Er verweist auf Gerüchte, Shaw sei als Hypnotiseur tätig. Shaw machte 1957 noch zwei Aufnahmen mit Mingus, verschwand dann aber von der Szene. Danny Richmond hatte er erst kurz vor den Aufnahmen kennengelernt; allerdings nicht ein paar Wochen – wie er schreibt –, sondern schon ein gutes halbes Jahr zuvor. Mingus hatte ihn mitten in einem Club-Konzert für den Schlagzeuger Willie Jones einspringen lassen, der angeblich das Tempo verschleppte. Bis dahin war Richmond Tenorsaxophonist gewesen. In ihm fand Mingus seinen idealen Rhythmusgruppen-Partner. Sie verstanden sich bald so gut, dass auf der Bühne ein kurzer Blickkontakt zur Verständigung über die Steuerung des Improvisationsgerüsts genügte. 
Mingus war 1962 sichtlich stolz auf das Album („This is the best record I ever made“ als Überschrift in den Liner Notes, auch bestätigt durch Erinnerungen seines Freundes Nat Hentoff).

## Titel des Albums
1. Dizzy Moods (5:47, alternate take 8:17)
2. Ysabel’s Table Dance (10:24)
3. Tijuana Gift Shop(3:44, alternate take 4:39)
4. Los Mariachis (10:18, alternate take 12:23)
5. Flamingo (5:31, alternate take 6:37)

(Angaben nach RCA/BMG France 1994 (BM 720 – 74321257702) mit alternate takes, außer für Ysabels Tabel Dance).
Alle Kompositionen von Charles Mingus, außer Dizzy Moods, das auch Dizzy Gillespie zugeschrieben ist, und Flamingo (E. Anderson, T. Grouya).
Die Stücke wurden am 18. Juli ([1], [2],[4]) und am 6. August 1957 ([3], [5]) in den RCA Victor Studios in New York aufgenommen; Toningenieur war Bob Simpson.

## Editionsgeschichte
Das Original erschien erst 1962 bei RCA-Victor (LSP 2533). Weber und Filtgen gehen davon aus, dass RCA das Album zunächst als zu avanciert erschien; 1962 hatte sich die Jazzwelt dann schon völlig gewandelt und auch Mingus Schaffen war allgemein anerkannt. Möglicherweise lagen aber auch Vertragsstreitigkeiten vor.
Das ursprüngliche Album ist (außer [2]) teilweise „brutal geschnitten“ (Ed Michel) Neu aufgelegt wurde das Album als Mexican Moods 1979 bei Camden/Pickwick. Mit den Alternate Takes (ungeschnitten, in der eingespielten Länge) ist das Album auch als New Tijuana Moods (Bluebird 5635-1-RB) auf zwei LP 1986 veröffentlicht worden (mit einem Alternate Take von 13 Minuten für Ysabels Table Dance), wobei die ursprünglichen Stücke auch neu editiert wurden. In einer 2-CD-Ausgabe bei RCA (2001, Bluebird 09206-63840-2) ist neben diesen Stücken weiteres Material enthalten, unter anderem auch abgebrochene „takes“; zusätzlich gibt es den von dem Schriftsteller Lonnie Elder gesprochenen Mingus-Text „A colloquial dream“, den Mingus im selben Jahr 1957 (als Scenes in the City) von dem afroamerikanischen Schauspieler Mel Stewart nochmals aufnehmen ließ (A Modern Jazz Symposium of Music and Poetry, Bethlehem 1957, Branford Marsalis benannte danach sein Debütalbum Scenes in the City 1983). Der Text reflektiert über die Härten des Lebens in der Großstadt New York und der Rolle des Jazz als Ausflucht. Die Credits für Lonnie Elder im Original werden durch diese Neuveröffentlichung verständlicher.

## Rezensionen
Der Jazzkritiker Martin Williams schrieb im Covertext, Mingus sei aufgebrochen, „seinen Jazz in Konzertmusik zu verwandeln“. Werner Stiefele (Rondo 2000) stimmt ihm zu und betont, dass „das komplexe Werk auch weit über die Verschmelzungsversuche von Jazz und Klassik hinausreicht, die im Third Stream der fünfziger Jahre unternommen wurden. Es bekennt sich zu seinem Jazz-Sein und ist daher ein direkter Vorläufer von Werken wie Wynton Marsalis’ postmodernem Ballett ›Citi Movement‹“. Für Hans-Jürgen Schaal ist das Album „ein erster Triumph“ der engen Zusammenarbeit zwischen Mingus und seinem Drummer Danny Richmond und zugleich Dokument des Umbruchs im Werk von Mingus: „Die Neu-Definition ungebärdiger Jazz-Archaik. Und zugleich Vor-Alarm zum Free Jazz.“ Scott Yanow ist der Ansicht, dass „diese aufwühlende Musik in jede Jazzsammlung gehört, da sie eine der schönsten Stunden von Charles Mingus präsentiert“. Ed Michel, der die New Tijuana Moods produzierte, betont in den Liner Notes, dass es sich eindeutig um ein „Meisterwerk“ handelt.

## Erwähnenswertes
Das Original-Cover zeigt eine den Rock schürzende mexikanisches Tänzerin vor einer Jukebox. Im Original erschien das Album auch unter dem Namen „Charlie Mingus“ (statt „Charles“), eine Vertraulichkeit, die Mingus gar nicht schätzte (er selbst bevorzugte die Anrede Mingus).
Hadi und Knepper blieben insgesamt sechs Monate bei Mingus; dies war damit die front Line des Bandleaders, die länger als alle bisherigen Jazz Workshops Mingus’ Bestand hatte. Hadi spielt entgegen den Credits neben Alt- (in Dizzy Moods) auch Tenorsaxophon.
Neben den Liner Notes von Mingus (1962) sowie Martin Williams, der Mingus auf dem Weg „vom Jazz zur Konzertmusik“ sah, gibt es bei der Neuauflage von RCA solche von Nat Hentoff.
Von der Entstehungszeit her (nicht nach Erscheinen) ist das Album zwischen The Clown (aufgenommen Februar/März 1957) und einer Trio-Aufnahme mit Hampton Hawes und Richmond (Juli 1957) einerseits und East Coasting (ebenfalls im August 1957 und mit Shaw) und A Modern Jazz Symposium of Music and Poetry (Oktober 1957) andererseits einzuordnen.